# Saint-Martin-d'Uriage
 Saint-Martin-d'Uriage  es una población y comuna francesa, en la región de Ródano-Alpes, departamento de Isère, en el distrito de Grenoble y cantón de Domène.

## Demografía
| 1354 | 1511 | 1815 | 2527 | 3678 | 4794 |
| Para los censos de 1962 a 1999 la población legal corresponde a la población sin duplicidades (Fuente: INSEE [Consultar]) |      |      |      |      |      |